# Cagua
Cagua (oder Mount Cagua) ist ein aktiver Schichtvulkan auf der philippinischen Halbinsel Luzon, der im Gebirgsmassiv der nördlichen Sierra Madre liegt.
In unmittelbarer Nähe befindet sich die Stadtgemeinde Gonzaga. Der mindestens 600.000 Jahre alte und 1133 Meter hohe Vulkan besitzt im Umkreis von 10 Kilometern fünf heiße Quellen. 1860 kam es am Cagua zu einer phreatischen Explosion, die möglicherweise von einem pyroklastischen Strom begleitet war. 1907 gab es stärkere solfatarische Aktivitäten. Die Lava des Cagua besteht aus Basalt und Basaltandesit.